# Smogva
Smogva je rječica u Hrvatskoj i Srbiji, desna pritoka Studve. Duga je 7,1 km. Izvire u Srbiji, 7 km jugozapadno od naselja Morović. Dio Smogve teče državnom granicom Hrvatske i Srbije. Rijeka ne protječe ni kroz jedno naselje.